# Rayan (Fußballspieler)
Rayan Vitor Simplício Rocha (* 3. August 2006 in Rio de Janeiro) ist ein brasilianischer Fußballspieler, der aktuell beim CR Vasco da Gama in der Série A spielt.

## Karriere

### Verein
Rayan begann seine fußballerische Ausbildung bereits im Alter von sechs Jahren beim CR Vasco da Gama. Im Alter von elf Jahren soll er bereits 280 Tore für die Jugendmannschaften Vasco da Gamas erzielt haben. In der Saison 2020 schoss er für die U17-Mannschaft bereits 29 Tore in 34 Einsätzen und kam auch schon im Alter von 15 Jahren bei der U20-Mannschaft zu Einsätzen. Am 11. Juni 2023 (10. Spieltag) stand er bei einer 1:2-Niederlage gegen Internacional Porto Alegre in der Série A in der Startelf und schoss direkt sein erstes Profitor. In der Série A 2023 spielte Rayan sechs Ligaspiele und zwei Meisterschaftsspiele, wobei er einmal traf.

### Nationalmannschaft
Im März und April 2023 kam Rayan zu neun Einsätzen bei der U17-Copa-America 2023, wobei er fünfmal traf und drei Tore vorlegte. Mit den Brasilianern gewann er den Titel und wurde zudem Torschützenkönig des Turniers.

## Familie
Rayans Vater Valkmar war ebenfalls Fußballspieler und spielte von 1995 bis 2000 auch beim CR Vasco da Gama.

## Erfolge
Brasilien U17
- U17-Südamerikameister: 2023

Individuell
- Torschützenkönig der U17-Südamerikameisterschaft: 2023